# You Don't Fool Me
You Don't Fool Me je singl britanskog rock sastava Queen koji je izdan 1995. godine. Pjesmu su napisali Freddie Mercury i Roger Taylor, a objavljena je na albumu Made in Heaven. Pjesma je zapravo napisana i snimana za album Innuendo ali nije dovršena za Freddijevog života. Pjesma spada u jednu od Queenovih najneobičnijih pjesama ikad napravljenih, jer je zapravo "slagalica" napravljena od niza Freddiejevih dionica snimljenih prije njegove smrti, te kasnije posloženih u jednu pjesmu.

## Lista pjesama

### Originalna verzija
CD singl
1. "You Don't Fool Me" (edit) — 3:54
2. "You Don't Fool Me" (album verzija) — 5:25

CD maxi
1. "You Don't Fool Me" (album verzija) — 5:25
2. "You Don't Fool Me" (edit) — 3:54
3. "You Don't Fool Me" (Sexy Club Mix) — 10:18
4. "You Don't Fool Me" (Dancing Divaz Club Mix) — 7:07

12" maxi - Europa
1. "You Don't Fool Me" (Sexy Club Mix)
2. "You Don't Fool Me" (Dancing Divaz Club Mix)
3. "You Don't Fool Me" (B.S. Project Remix)
4. "You Don't Fool Me" (Dancing Divaz Instrumental club mix)

12" maxi - SAD
1. "You Don't Fool Me" (Freddy's Club Mix) — 7:02
2. "You Don't Fool Me" (album verzija) — 5:24
3. "You Don't Fool Me" (Freddy's Revenge Dub) — 5:53
4. "You Don't Fool Me" (Queen for a Day mix) — 6:33

### Remixevi
CD singl
1. "You Don't Fool Me" (B.S. Project remix - edit) — 3:15
2. "You Don't Fool Me" (edit) — 4:40

CD maxi - (Izdano samo u V.B.)
1. "You Don't Fool Me" (album verzija) — 5:24
2. "You Don't Fool Me" (Dancing Divaz Club Mix) — 7:05
3. "You Don't Fool Me" (Sexy Club mix) — 10:53
4. "You Don't Fool Me" (Late Mix) — 10:34

12" maxi - (Izdano samo u V.B.)
1. "You Don't Fool Me" (Dancing Divaz Club Mix) — 7:05
2. "You Don't Fool Me" (Late Mix) — 10:34
3. "You Don't Fool Me" (Sexy Club Mix) — 10:53
4. "You Don't Fool Me" (album verzija) — 5:24

Singl izdan na kaseti (Obje strane)
1. "You Don't Fool Me" (album verzija) — 5:24
2. "You Don't Fool Me" (Dancing Divaz Club Mix) — 7:05

## Vanjske poveznice
Tekst pjesme You don't Fool me  Arhivirana inačica izvorne stranice od 24. siječnja 2013. (Wayback Machine)